# Міннеаполіс (Канзас)
Міннеаполіс (англ. Minneapolis) — місто (англ. city) в США, в окрузі Оттава штату Канзас. Населення — 1946 осіб (2020).

## Географія
Міннеаполіс розташований за координатами 39°7′28″ пн. ш. 97°42′0″ зх. д. / 39.12444° пн. ш. 97.70000° зх. д. (39.124440, -97.699945).  За даними Бюро перепису населення США в 2010 році місто мало площу 4,55 км², уся площа — суходіл.

## Демографія
Згідно з переписом 2010 року, у місті мешкали 2032 особи в 832 домогосподарствах у складі 528 родин. Густота населення становила 447 осіб/км².  Було 919 помешкань (202/км²).
Расовий склад населення:
| - 96,1 % — білих - 1,2 % — чорних або афроамериканців - 0,2 % — корінних американців - 0,1 % — азіатів |

До двох чи більше рас належало 1,8 %. Частка іспаномовних становила 2,7 % від усіх жителів.
За віковим діапазоном населення розподілялося таким чином: 26,4 % — особи молодші 18 років, 52,9 % — особи у віці 18—64 років, 20,7 % — особи у віці 65 років та старші. Медіана віку мешканця становила 40,0 року. На 100 осіб жіночої статі у місті припадало 101,8 чоловіків;  на 100 жінок у віці від 18 років та старших — 94,5 чоловіків також старших 18 років.
Середній дохід на одне домашнє господарство  становив 53 634 долари США (медіана — 44 408), а середній дохід на одну сім'ю — 66 680 доларів (медіана — 63 214). Медіана доходів становила 38 611 долар для чоловіків та 35 000 доларів для жінок. За межею бідності перебувало 8,9 % осіб, у тому числі 5,4 % дітей у віці до 18 років та 7,8 % осіб у віці 65 років та старших.
Цивільне працевлаштоване населення становило 956 осіб. Основні галузі зайнятості: освіта, охорона здоров'я та соціальна допомога — 30,8 %, виробництво — 16,5 %, роздрібна торгівля — 10,0 %, фінанси, страхування та нерухомість — 5,6 %.